# Dicumarol
Dicumarolul este un anticoagulant natural care funcționează ca un antagonist al vitaminei K, în mod similar warfarinei. Este utilizat în experimentele biochimice ca inhibitor al reductazelor. După cum sugerează și numele, este un derivat al cumarinei.
Supradoza de dicumarol poate induce, în unele situații, o hemoragie incontrolabilă care poate fi fatală.